# كاتناغبور (آراغاتسوتن)
مدينة كاتناغبور (بالإنجليزية: Katnaghbyur)‏ هي إحدى المدن التابعة لمقاطعة آراغاتسوتن في أرمينيا. يقدر عدد سكانها بـ 1386 نسمة حسب الإحصاء الذي جرى عام 2011.